# Kringlorna
Kringlorna var en svensk popduo som var verksam 1963–1965.
Angela Persson och Birgitta Gigg från Södertälje hade träffats redan i sjätte klass och när Harry Brandelius och hans dåvarande fru Ingalill Rossvald höll en trivselkväll på deras skola fick de möjlighet att göra ett framträdande. De började sjunga alltmer tillsammans och kom att kalla sig Gela och Giggi. År 1963, då de var 16 år, fick de möjlighet att göra en skivinspelning, men då hade skivbolaget Scan-Disc redan bestämt att de skulle heta Kringlorna. Managern Jan Agestad såg också till att de hamnade på Folkparkernas Artistforum i Eskilstuna. De kom att turnera i folkparkerna och medverkade även i TV-programmet  Drop-In.

## Diskografi

### Singlar
- 1963 – När en fullmåne lyser/Falska löften (Scan-Disc SC 1012)
- 1964 – Down Yonder/Tonight you belong to me (Scan-Disc SC 1020)
- 1965 – Cant you hear my heartbeat/Everybody loves a lover (Scan-Disc SC 1020)

### EP
- 1964 – Down Yonder/Tonight you belong to me/Why love is so blind/Moon of magic (Scan-Disc SCD 27)